# Seemless
Seemless fue una banda de rock estadounidense compuesta por el exbatería de Shadows Fall Derek Kerswill, el exvocalista de Killswitch Engage Jesse Leach y el exguitarrista de Overcast y Killswitch Engage Pete Cortese.
Se formaron en 2002, cuando Jesse dejó de formar parte en Killswitch Engage. Firmaron con Equal Vision Records y lanzaron su primer LP llamado «Seemless». Giraron al año siguiente en apoyo de su disco debut. Al año siguiente, sacaron el segundo álbum, llamado «What have we become». Han girado con grupos como Nonpoint, Trivium, In Flames, Soil, Fu Manchu, Lacuna Coil, y muchos otros.

## Conclusión
A principios de 2009, Seemless anunció que la banda ha ido en un hiato. Derek Kerswill se ha unido a 
Unearth, mientras que Jeff Fultz y Pete Cortese se han concentrado en su nueva banda Bloodwitch. Jesse Leach ha iniciado varios proyectos, incluyendo una nueva banda llamada The Empire Shall Fall y un nuevo álbum grabado con el guitarrista de Killswitch Engage Adam Dutkiewicz titulado The Hymn of a Broken Man de la banda Times of Grace.

## Separación
El 29 de junio de 2009, la banda publicó el siguiente boletín a su página oficial en MySpace

"Seemless ha anunciado oficialmente que se han separado. Fuentes cercanas a la banda dicen que sólo se puede seguir golpeando a un caballo muerto durante tanto tiempo antes de que finalmente se den cuenta "Hey amigo .... este caballo Ya está muerto! "
Ellos tocarán su último show donde todo comenzó:
The Lucky Dog 89 Green St. Worcester, MA 01462
Sábado 12 de septiembre 2009
Alienación oficial próximamente, con entradas anticipadas a la venta la próxima semana. Invitados especiales, amigos y familiares estarán en la casa así que asegúrese de obtener su boleto temprano.
Más información próximamente!
Para todos los que apoyaron y apreciaron lo que Seemless hizo .....
El grupo de 6 miembros antiguos y actuales de la banda no pueden agradecerles lo suficiente por todos los recuerdos. "
Seemless

El espectáculo fue un gran éxito, y Seemless ahora oficialmente se separaron.

## Álbumes
- Seemless (2005)
- What Have We Become (2006)